# Чейнівілл (Луїзіана)
Чейнівілл (англ. Cheneyville) — місто (англ. town) в США, в окрузі Рапід штату Луїзіана. Населення — 468 осіб (2020).

## Географія
Чейнівілл розташований за координатами 31°0′40″ пн. ш. 92°17′24″ зх. д. / 31.01111° пн. ш. 92.29000° зх. д. (31.010995, -92.290112).  За даними Бюро перепису населення США в 2010 році місто мало площу 2,63 км², уся площа — суходіл.

## Демографія
Згідно з переписом 2010 року, у місті мешкало 625 осіб у 251 домогосподарстві у складі 148 родин. Густота населення становила 237 осіб/км².  Було 302 помешкання (115/км²).
Расовий склад населення:
| - 71,4 % — чорних або афроамериканців - 26,7 % — білих |

До двох чи більше рас належало 1,9 %. Частка іспаномовних становила 1,6 % від усіх жителів.
За віковим діапазоном населення розподілялося таким чином: 20,2 % — особи молодші 18 років, 60,0 % — особи у віці 18—64 років, 19,8 % — особи у віці 65 років та старші. Медіана віку мешканця становила 42,2 року. На 100 осіб жіночої статі у місті припадало 102,9 чоловіків;  на 100 жінок у віці від 18 років та старших — 94,9 чоловіків також старших 18 років.
Середній дохід на одне домашнє господарство  становив 34 973 долари США (медіана — 23 000), а середній дохід на одну сім'ю — 46 010 доларів (медіана — 32 321). За межею бідності перебувало 40,7 % осіб, у тому числі 62,7 % дітей у віці до 18 років та 41,2 % осіб у віці 65 років та старших.
Цивільне працевлаштоване населення становило 165 осіб. Основні галузі зайнятості: освіта, охорона здоров'я та соціальна допомога — 49,1 %, роздрібна торгівля — 11,5 %, оптова торгівля — 7,3 %, публічна адміністрація — 7,3 %.